# Содегаура
Содегаура (яп. 袖ケ浦市 Содэгаура-си) — город в Японии, находящийся в префектуре Тиба. Площадь города составляет 94,92 км², население — 60 913 человек (1 августа 2014), плотность населения — 641,73 чел./км².

## Географическое положение
Город расположен на острове Хонсю в префектуре Тиба региона Канто. С ним граничат города Итихара, Кисарадзу.

## Население
Население города составляет 60 913 человек (1 августа 2014), а плотность — 641,73 чел./км². Изменение численности населения с 1980 по 2005 годы:
| 1980 | 38 837 чел. |  |
| 1985 | 46 460 чел. |  |
| 1990 | 52 818 чел. |  |
| 1995 | 57 575 чел. |  |
| 2000 | 58 593 чел. |  |
| 2005 | 59 108 чел. |  |

## Символика
Деревом города считается кастанопсис, цветком — Lilium auratum, птицей — Cettia diphone.

## Транспорт
- Кокудо 16

## Города-побратимы
- Итажаи